# Rivière Alexandrie
Rivière Alexandrie är ett vattendrag i Kanada.   Det ligger i provinsen Québec, i den sydöstra delen av landet, 220 km nordost om huvudstaden Ottawa. Rivière Alexandrie ligger vid sjön Lac Morel.
I omgivningarna runt Rivière Alexandrie växer i huvudsak blandskog. Trakten runt Rivière Alexandrie är nära nog obefolkad, med mindre än två invånare per kvadratkilometer.